# Wojciech Elgiett
Wojciech Elgiett (Elget) ps. Wieniawa (zginął w bitwie pod Rybnicą 20 października 1863 roku) – kapitan kosynierów, kapelan oddziałów Langiewicza i Czachowskiego w powstaniu styczniowym.
Był członkiem zakonu reformatów z klasztoru w Stopnicy.